# Bovelles
Bovelles település Franciaországban, Somme megyében. Lakosainak száma 419 fő (2022. január 1.). Bovelles Saisseval, Ailly-sur-Somme, Ferrières, Guignemicourt, Picquigny, Pissy és Seux községekkel határos.

## Népesség
A település népességének változása:
| Lakosok száma | 414  | 435  | 442  | 434  | 431  | 427  | 422  | 420  | 419  |
|               | 2013 | 2015 | 2016 | 2017 | 2018 | 2019 | 2020 | 2021 | 2022 |